# بولشوي سيلو (جاروسلافل)
بولشوي سيلو (بالروسية: Большое Село) هي مدينة في مقاطعة ياروسلافل أوبلاست في روسيا.